# Абдрахманов, Берик Есенович
Берик Есенович Абдрахманов (род. 20 июня 1986 года, Актюбинск, Казахская ССР, СССР) — казахский боксёр, мастер спорта международного класса Республики Казахстан. Выступает в весовой категории до 60 кг. Чемпион Азии 2013 года. Участник Олимпиады-2016 в Рио-де-Жанейро

## Карьера
Мастер спорта международного класса. Тренируется в Актау у Руслана Амалбекова.
На основании рейтинга APB первым в Казахстане отобрался на Олимпиаду-2016 в Рио-де-Жанейро, но проиграл там в первом же бою американцу Карлосу Бальдерасу. После чего решил уйти из сборной страны. Но в 2017 году во второй раз выиграл чемпионат Казахстана и вернулся в сборную.

## Достижения
- Бронзовый призёр чемпионата Казахстана — 2010[5].
- Чемпион мира среди военнослужащих — 2010[6].
- Двукратный чемпион Казахстана — 2012[7] и 2017[8].
- Чемпион Азии в Аммане (Иордания) — 2013[9].
- Бронзовый призёр чемпионата мира в Алматы — 2013[10].
- Серебряный призёр международного турнира «Chemistry Cup» в Галле (Германия) — 2014[11].
- Победитель IV международного турнира «Кубок Президента Республики Казахстан» — 2014 в Астане[12].
- В августе 2017 года — победитель IX международного турнира по боксу памяти Ахмата Кадырова (Грозный, Россия)[13].